# Claimed
Claimed é o décimo-primeiro episódio da quarta temporada da série de terror pós-apocalíptica The Walking Dead. Foi ao ar originalmente em 23 de fevereiro de 2014, na AMC, nos Estados Unidos, e em 25 de fevereiro do mesmo ano no Brasil, no canal Fox Brasil. O episódio foi escrito por Nichole Beattie e Seth Hoffman e dirigido por Seith Mann. Claimed engloba os personagens Glenn Rhee (Steven Yeun) e Tara Chambler (Alanna Masterson), que interagem com três novos sobreviventes, Abraham Ford, Dr. Eugene Porter e Rosita Espinosa, enquanto Rick Grimes (Andrew Lincoln), vê-se no meio de um grupo de saqueadores e Carl (Chandler Riggs) conhece um pouco mais sobre a vida anterior de Michonne (Danai Gurira).

## Enredo
Tara Chambler (Alanna Masterson) senta-se na parte traseira do caminhão de Abraham Ford (Michael Cudlitz), um veículo militar, escrevendo os nomes das ruas e monumentos em sua mão, conforme eles vão passando por esses lugares. Eles param em um engavetamento de carros que bloqueia a estrada, atraindo três zumbis próximos que começam a bater na parte de trás do caminhão. Quando Tara está prestes a matá-los com um rifle, Abraham pede para ela não usar a arma e mata-os com um pé de cabra. Tara observa que esta é a primeira vez que ela viu alguém sorrindo enquanto matava zumbis. Abraham explica que é porque ele é o "cara mais sortudo do mundo".
Enquanto isso, Michonne (Danai Gurira) e Carl Grimes (Chandler Riggs) comem cereal no café da manhã. Michonne comenta que ela adoraria ter leite de soja, e Carl afirma que é desagradável o sabor, e que prefere beber a fórmula do leite de Judith do que o leite de soja (o que o perturba e ele sai da mesa). Rick Grimes (Andrew Lincoln), agradece Michonne por fazer Carl sorrir, e ressalta que ele não pode ser amigo e pai de Carl ao mesmo tempo, por isso, a amizade de Michonne é importante para Carl. Michonne diz a Rick que ela e Carl estão indo em busca de mantimentos. Rick oferece seus serviços, mas Michonne diz que ele precisa descansar. Rick dá a Carl seu revólver, um Colt Python, e Michonne e Carl dizem que vão voltar ao meio-dia. Rick então sobe as escadas e adormece em um dos quartos.
Depois de buscarem alimentos na primeira casa, Michonne tenta animar Carl, preenchendo a boca com Easy Cheese. Entretanto, Carl não acha a cena engraçada, e ela observa que ela é boa em fazer apenas as crianças rirem. Isso leva Carl a perguntar sobre sua vida passada. Michonne responde que ela teve um filho antes do apocalipse, surpreendendo Carl.
Rick é despertado pelo som de estranhos, que estão no andar de baixo da casa. Depois de ouvir passos se aproximando, ele esconde-se embaixo da cama, levando consigo a garrafa aberta de água e o livro que lia. Tony (Davi Jay), um dos estranhos que estão na casa, pula em cima da cama onde Rick descansava e logo adormece.
Michonne e Carl continuam procurando por mantimentos, nas casas próximas. Carl convence Michonne a revelar o nome de seu filho. Ela conta que este se chamava Andre Anthony. Michonne encontra o quarto de um bebê, e se depara com cadáveres de uma família em avançado estado de decomposição, deitados em uma cama. Abalada, Michonne sai do quarto e vê Carl do lado de fora. Carl diz a Michonne que talvez Judith e Andre Anthony estão juntos no céu.
Len (Marcus Hester), que também está no grupo de estranhos que chegou à casa onde estão Rick, Michonne e Carl, entra no quarto onde Tony está dormindo e Rick ainda se escondendo debaixo da cama. Ele pede que Tony saia da cama para que ela descanse, o que gera um conflito entre os dois, já que Tony se recusa a deixar o aposento. Depois de discutir sobre quem vai dormir no quarto, Len violentamente joga Tony fora da cama, e uma luta ocorre entre os dois. Tony é jogado ao chão e vê Rick escondido embaixo da cama. Entretanto, ele não consegue contar aos outros que há outra pessoa ali, pois está sendo sufocado por Len, e fica inconsciente. Len, satisfeito, deixa Tony no chão e vai dormir na cama.
Na parte de trás do caminhão de Abraham, Glenn Rhee (Steven Yeun) acorda. Ele conversa com Tara, que lhe explica que eles estão no caminhão por ela ter achado mais seguro do que a estrada, já que ele estava fraco e eles estão sem munição. Glenn, raivoso, bate com força na janela de trás do caminhão, até que Abraham pára o veículo e sai. Glenn tenta sair, mas Abraham lhe diz que ele está perturbando e que eles devem executar uma "Missão". Após Glenn indagar sobre a missão, Abraham revela que o Dr. Eugene Porter (Josh McDermitt) sabe o que causou o apocalipse, e conta que as suas comunicações com funcionários do governo foram cortadas, e que eles devem levar Eugene até Washington, D.C. Abraham diz que viu Glenn e Tara atacando ferozmente os zumbis, e afirma que é necessário a ajuda de muitas pessoas experientes para chegar à Washington. Glenn tenta sair de qualquer maneira, e depois de Abraham tentar forçá-lo a ficar, afirmando que sua esposa (Maggie) está morta, mas que ele não precisa morrer, Glenn lhe dá um soco na cara. Abraham pula em cima de Glenn, e os dois lutam. Tara e Rosita Espinosa (Christian Serratos) tenta parar a luta, enquanto Eugene vê zumbis se aproximando e tenta matá-los. Sem ter experiência com metralhadoras, ele dispara aleatoriamente e as balas atingem o caminhão, rompendo seu tanque de combustível. O resto do grupo se une a matam todos os zumbis que emergem a partir dos campos. Passado o sufoco, Glenn e Tara partem para encontrar Maggie, e Rosita passa a segui-los. Eugene convence Abraham a ir com os outros três, pois eles podem encontrar um outro veículo mais adiante.
Com Len dormindo e Tony inconsciente, Rick sai do quarto e tenta sair da casa, mas ele é descoberto por um outro sobrevivente no banheiro no andar de cima. Rick reage primeiramente e estrangula o outro sobrevivente. Depois de uma rápida briga, Rick sufoca o sobrevivente até a morte e rouba sua metralhadora. Ele, então, sai por uma janela e caminha ao redor da borda da casa. Ele vê Joe (Jeff Kober), que também está no grupo que invadiu a casa, sentado na varanda do lado de fora. Quando ele percebe que Michonne e Carl estão se aproximando, e possivelmente serão rendidos pelos homens na casa, ele decide matar Joe, mas antes de fazê-lo, ele ouve gritos e o som de um zumbi vindo do andar de cima da casa, provavelmente o sobrevivente que ele matou, reanimado como zumbi. Como Joe corre para ajudar, Rick alerta Michonne e Carl e os três fogem para longe da casa. Eles passam a andar pelos trilhos do trem e encontram uma propaganda fazendo referência a um local supostamente seguro. Depois de uma breve discussão, o trio decide ir para onde a propaganda está direcionando-os. Revela-se então, que o lugar é "Terminus", o mesmo lugar para onde outros sobreviventes da prisão já estão indo.